# Sisikon
Sisikon – miejscowość i gmina w Szwajcarii, w kantonie Uri. Leży nad jeziorem Urnersee.

## Demografia
W Sisikonie mieszka 387 osób. W 2021 roku 24,5% populacji gminy stanowiły osoby urodzone poza Szwajcarią. 

## Transport
Przez teren gminy przebiega droga główna nr 2.